# Jean-Yves Thibaudet
Jean-Yves Thibaudet (ur. 7 września 1961 w Lyonie) – francuski pianista.

## Życiorys
Pierwsze lekcje gry na fortepianie pobierał od matki, w wieku 5 lat rozpoczął naukę w konserwatorium w Lyonie. Następnie studiował w Konserwatorium Paryskim u Reine Gianoliego, Aldo Ciccoliniego i Lucette Descaves, studia ukończył z I nagrodą. W 1978 roku zdobył II nagrodę w konkursie im. G.B. Viottiego w Vercelli. W 1981 roku został zwycięzcą Young Concert Artists Auditions  w Nowym Jorku. Odbył liczne światowe tournées. Wystąpił w nowojorskich Lincoln Center (1989) i Carnegie Hall (1993). Od 1989 roku koncertował w Wielkiej Brytanii, w 1992 roku grał na festiwalu The Proms.
Wykonuje muzykę kompozytorów francuskich, a także innych twórców XIX i XX wieku. Dla Decca Records dokonał nagrań koncertów fortepianowych Rachmaninowa oraz utworów Ravela, Debussy’ego i Satiego. Występował m.in. z Renée Fleming, Cecilią Bartoli i Joshua Bellem.
W 2001 roku został kawalerem, a w 2012 roku oficerem Orderu Sztuki i Literatury.